# The Legend of Zelda: The Wind Waker
The Legend of Zelda: The Wind Waker (ゼルダの伝説 風のタクト, Zeruda no Densetsu: Kaze no Takuto) é um jogo eletrônico de ação-aventura desenvolvido pela Nintendo Entertainment Analysis & Development e publicado pela Nintendo. É o décimo título da série The Legend of Zelda e foi lançado exclusivamente para GameCube em dezembro de 2002 no Japão, março de 2003 na América do Norte e maio na Europa. A história segue o protagonista Link enquanto explora um arquipélago no meio de um vasto oceano à procura de sua irmã, que foi sequestrada e está nas mãos do maligno feiticeiro Ganon. Em sua jornada ele é auxiliado por uma capitã pirata chamada Tetra e por um barco falante chamado Rei dos Leões Vermelhos.
A jogabilidade é apresentada em uma perspectiva em terceira pessoa, com os jogadores podendo usar uma espada, escudo e outros itens durante combate. Assim como em títulos anteriores da série, Link explora uma série de calabouços com o objetivo de enfrentar inimigos, encontrar itens e solucionar quebra-cabeças. O jogador deve explorar os oceanos e ilhas, com o vento auxiliando na navegação e desempenhando um grande papel na condução do batão mágico Wind Waker. O estilo artístico é bem diferente de seus predecessores, possuindo um visual cartunesco muito estilizado criado por meio de cel shading.
O desenvolvimento de The Wind Waker começou antes da finalização da The Legend of Zelda: Majora's Mask em 2000 e durou até 2002. Eiji Aonuma retornou como diretor, enquanto Shigeru Miyamoto e Takashi Tezuka assumiram posições de produtores. A equipe não queria continuar com o estilo realista de gráficos dos títulos anteriores, escolhendo assim uma estética cartunesca que oferecia novas possibilidades de jogabilidade. Kenta Nagata, Hajime Wakai, Toru Minegishi e Koji Kondo trabalharam na criação da trilha sonora, inspirando-se em temas anteriores da série e em músicas tradicionais irlandesas.
The Wind Waker foi aclamado pela crítica ao ser lançado. Os principais elogios ficando com seus visuais, jogabilidade, história e projeto de jogo, porém sua direção de arte dividiu as opiniões dos fãs, com muitos o considerando "infantil" e direcionado principalmente para crianças. Isto fez com que o título tivesse números de vendas bem inferiores a seus predecessores. The Wind Waker mesmo assim foi indicado e venceu diversos prêmios, com sua reputação melhorando no decorrer dos anos após seu lançamento. Duas sequências intituladas The Legend of Zelda: Phantom Hourglass em 2007 e The Legend of Zelda: Spirit Tracks em 2009 estrearam no Nintendo DS.
Uma remasterização em alta definição foi lançada para Wii U em 20 de setembro de 2013.

## Jogabilidade
The Legend of Zelda: The Wind Waker e um jogo eletrônico de ação-aventura com elementos de RPG que se passa em um grande mundo aberto. O jogador controla o protagonista Link em ambientes tridimensionais a partir de uma perspectiva de terceira pessoa. Link pode enfrentar diferentes inimigos principalmente empunhando uma espada e escudo, porém uma variedade de outras armas e itens também estão disponíveis para uso. É possível interagir com personagens não jogáveis e certos objetos dentro dos ambientes. Assim como em títulos anteriores da série The Legend of Zelda, o jogo possui um sistema de travamento automático permitindo que Link "centralize" em um oponente e sempre fique de frente para seu alvo. Pela primeira vez na franquia é possível girar o sistema de câmera virtual ao redor de Link. Medidores em tela mostram os pontos de vida do jogador; é possível expandir a vida do personagem no decorrer do jogo ao encontrar "recipientes de coração" espalhados pelo mundo de jogo.
O mundo de jogo é formado por 49 seções em grade do chamado "Grande Mar", cada uma contendo uma ilha ou um pequeno arquipélago. A exploração de algumas seções são obrigatórias para o avanço da narrativa principal, enquanto outras são totalmente opcionais. The Wind Waker também possui uma série de calabouços: grandes áreas fechadas onde Link enfrenta inimigos, encontra itens e resolve quebra-cabeças a fim de prosseguir. Cada calabouço termina com uma batalha contra um chefão, um inimigo especialmente poderoso. Além da história principal, estão disponíveis várias outras missões paralelas e objetivos menores opcionais que podem ser completados para a obtenção de recompensas. Por exemplo, Link pode adquirir uma câmera dentro do jogo, chamada de "Caixa Picto", para poder tirar fotografias e cumprir pedidos.
Link no decorrer do jogo pode adquirir diversos itens e armas que lhe concedem novas habilidades. Certos itens frequentemente são necessários para se acessar certas áreas, derrotar chefões ou outros inimigos e progredir pela história. Por exemplo, o gancho é necessário para superar obstáculos e derrotar o chefão do calabouço da Caverna Dragon Roost, podendo também ser utilizado para se acessar outras áreas espalhadas pelo mapa que eram anteriormente inacessíveis. O "Tingle Tuner" é um item especial que permite que um segundo jogador assuma o controle do personagem Tingle caso um Game Boy Advance esteja conectado ao Nintendo GameCube por meio de um cabo conector.

### Navegação

Link navega pelo Grande Mar a bordo de seu barco, o Rei dos Leões Vermelhos.

Uma boa parte da jogabilidade é dedicada a navegação entre as diversas ilhas do Grande Mar, que Link realiza a bordo do barco Rei dos Leões Vermelhos. A vela da embarcação é impulsionada pelo vento que sopra em uma de oito possíveis direções. Um vento de popa permite que o barco alcance sua velocidade máxima, enquanto navegar contra a direção do vento é mais difícil e mais lento. Há vários tipos de obstáculos e inimigos diferentes no Grande Mar. Alguns dos itens adquiridos por Link em terra podem ser usados em diferentes propósitos no mar; por exemplo, o gancho pode ser empregado como um guindaste com o objetivo de recuperar tesouros afundados. Link explora o mar usando uma carta náutica, que pode ser atualizada com informações em cada seção de grade e ilha. Novas cartas podem ser obtidas no decorrer do jogo que indicam o caminho para tesouros e locais de interesse.
Link adquire no começo do jogo uma batuta mágica chamada Wind Waker, que lhe dá diferentes poderes ao "reger" melodias específicas. O jogador controla o Wind Waker ao mudar o timbre o tempo musical de cada composição. A primeira melodia, o "Réquiem do Vento", permite que Link mude a direção em que o vento está soprando, permitindo melhor navegação. A outras cinco músicas que podem ser aprendidas para o Wind Waker, que concedem habilidades como teleporte e aceleração do tempo.

## Sinopse

### Mundo
The Legend of Zelda: The Wind Waker é o primeiro título que se passa na chamada "Linha do Tempo Adulta" dentro da cronologia de The Legend of Zelda, uma ramificação da linha do tempo "O Herói é Vitorioso", uma de várias linhas do tempo paralelas criadas após os eventos de The Legend of Zelda: Ocarina of Time. Nessa linha do tempo, Link derrotou Ganon e viajou no tempo de volta para sua infância. Uma crise surgiu com o retorno de Ganon, porém Link não apareceu junto, e assim o vilão trouxe consigo a escuridão para Hyrule. Um dilúvio afundou a terra e as pessoas passaram a viver em ilhas no Grande Mar. O povo continuou a preservar a lenda de Link mesmo séculos depois.

### Enredo
Link está celebrando sua entrada na vida adulta quando um enorme pássaro solta a capitão pirata Tetra dentro da floresta da Ilha Outset. Link consegue resgatar Tetra de ser atacada pelos monstros locais, porém o pássaro retorna e desta vez sequestra sua irmã Aryll. Tetra concorda em ajudar Link a encontrar Aryll e os dois velejam para a Fortaleza Esquecida a bordo de um navio pirata, descobrindo que o pássaro, chamado de Rei Helmaroc, está raptando garotas com orelhas pontudas. Link encontra Aryll junto com outras garotas raptadas, mas o Rei Helmaroc o captura que o leva para um homem misterioso, que manda que Link seja jogado no mar.
O barco falante Rei dos Leões Vermelhos resgata Link na Ilha Windfall, explicando que o mestre do pássaro é Ganon. Link parte para encontrar o poder do Herói do Tempo, que necessita de três Pérolas das Deusas. Link encontra Pérola de Din encontra na Ilha Dragon Roost, a Pérola de Farore na Floresta do Refúgio e a Pérola de Nayru com o espírito aquático Jabun na Ilha Outset. O Rei dos Leões Vermelhos em seguida leve Link para a Torre dos Deuses, onde ele precisa passar por desafios antes de descer para o fundo do oceano até um castelo suspenso no tempo. Link encontra no local a arma do Herói do Tempo, a Espada Mestra.
Link retorna para a Fortaleza Esquecida. A tripulação de Tetra consegue resgatar todas as garotas raptadas, porém Ganon aparece e facilmente subjuga Link e Tetra, com a Espada Mestra tendo perdido seu poder. Ganon reconhece o colar de Triforce de Tetra e percebe que ela é a encarnação da princesa Zelda que ele tanto procura. Os aliados rito e o dragão Valoo que Link fez durante sua viagem resgatam a equipe das mãos de Ganon. O Rei dos Leões Vermelhos leva Link e Tetra de volta para o mundo submerso, explicando que ele é o lendário Reino de Hyrule, que as deusas afundaram séculos atrás com o objetivo de impedir Ganon enquanto o povo fugiu para o alto das montanhas. O barco falante revela-se como Daphnes Nohansen Hyrule, o último rei de Hyrule, com Tetra sendo sua herdeira e guardião da Triforce da Sabedoria.
Tetra permanece no castelo enquanto Link e o Rei partem à procura de dois sábios que podem restaurar o poder da Espada Mestra. Eles descobrem que Ganon matou ambos, assim precisam despertar novos: Rito Medli e Korok Makar. Os sábios restauram a Espada Mestra, porém o Rei descobre que Ganon abandonou a Fortaleza Esquecida. Os dois então procuram pelos estilhaços da perdida Triforce da Coragem, mantida pelo Herói do Tempo, com os deuses reconhecendo Link como o Herói do Vento.
Link e o Rei voltam para Hyrule e descobrem que Ganon capturou Tetra. Link persegue Ganon, porém este o subjuga novamente. Ganon forma a Triforce completa ao unir as peças das Triforces de Link e Tetra com sua Triforce do Poder, lhe dando a capacidade de dominar todo o mundo. Entretanto, antes que ele possa agir, o Rei aparece e pede para que as deusas varram Ganon de Hyrule. O Rei então concede a Link e Tetra a esperança para um futuro, com os dois batalhando Ganon enquanto água é despejada sobre ele. Ganon é por fim transformado em pedra pela Espada Mestra. Link e Tetra reúnem-se com seus companheiros na superfície e partem para novas aventuras.

## Desenvolvimento

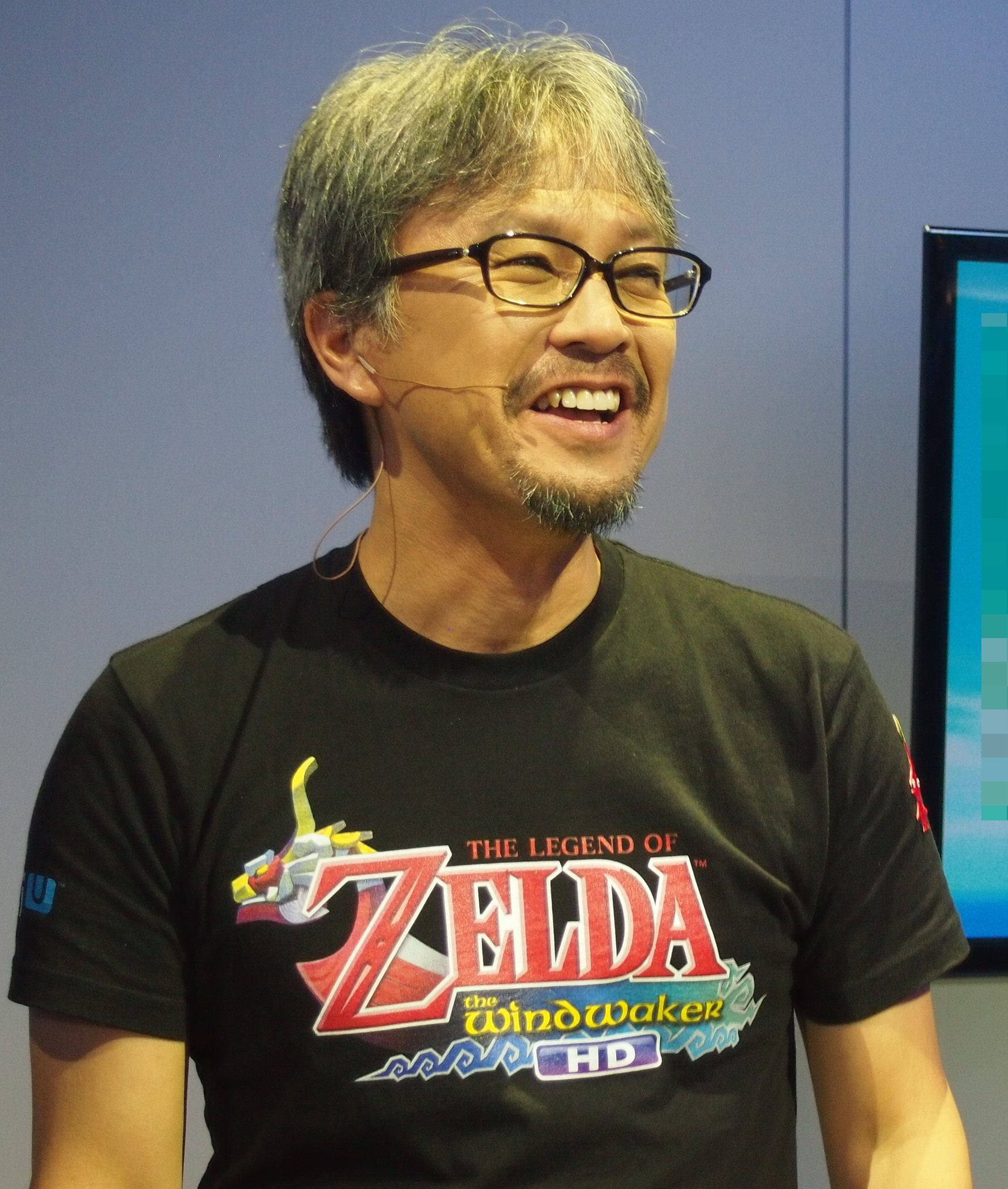
Eiji Aonuma exerceu a função de diretor em Majora's Mask e retornou no mesmo cargo em The Wind Waker.

A equipe de desenvolvimento da franquia The Legend of Zelda iniciou planos para um novo jogo eletrônico durante os primeiros estágios de criação do Nintendo GameCube, antes mesmo de The Legend of Zelda: Majora's Mask ter sido lançado em 2000 para o Nintendo 64. Eiji Aonuma, co-diretor de Majora's Mask, retornou para liderar o projeto, com os criadores da série Shigeru Miyamoto e Takashi Tezuka atuando como produtores. Conceitos iniciais seguiam os projetos estabelecidos em The Legend of Zelda: Ocarina of Time, com gráficos melhorados para as novas capacidades do console. A equipe rapidamente criou um breve clipe de Link enfrentando Ganondorf com o objetivo de ser exibida na exposição Nintendo Space World de 2000, mesmo evento em que a Nintendo anunciou o GameCube. O clipe foi bem recebido por fãs e comentaristas, que acreditaram que era uma prévia do novo título da série.
Entretanto, a equipe sentiu que tinham esgotado todas as ideias para esse tipo de formato e estilo de jogo. Aonuma odiou o clipe, achando-o muito derivativo de títulos anteriores de The Legend of Zelda. Os desenvolvedores então passaram a explorar outras direções até o projetista Yoshiki Haruhana criar um desenho cartunesco de um jovem Link, algo que chamou a atenção do resto da equipe. O gerente de projeto Satoru Takizawa  desenhou um inimigo moblin no mesmo estilo e os desenvolvedores logo conceberam novas possibilidades de jogabilidade e combate possibilitadas por esse estilo artístico. Os artistas utilizaram a técnica de cel shading em modelos tridimensionais com o objetivo de alcançar essa estética, dando a todo o jogo um visual de desenho interativo. The Wind Waker foi todo construído com a ferramenta Maya 3D da Alias Systems Corporation e sobre um motor de jogo customizado.
O desenvolvimento prosseguiu rapidamente depois dessa decisão ter sido tomada. A equipe logo escolheu o oceano e arquipélagos como a principal ambientação, determinando que ela proporcionaria visuais e mecânicas interessantes a partir do estilo cel-shaded. Isto por sua vez inspirou o elemento de navegação da jogabilidade. Entretanto, alguns elementos levantaram ceticismo; por exemplo, Miyamoto e Tezuka pediram uma explicação para os olhos exageradamente grandes dos personagens. A equipe decidiu focar o olhar do personagem em objetos próximos importantes, dando assim dicas a jogadores observadores sobre o que fazer a seguir. Aonuma também decidiu se aproveitar do estilo visual mais cartunesco e as maiores capacidades técnicas do GameCube com o objetivo de adicionar mais movimentos e expressões nos personagens. O diretor afirmou que isto não teria sido possível de se realizar com gráficos mais realistas.
Aonuma quis dar mais energia e coragem a Link, com isto consequentemente levando à criação de sua irmã Aryll. A decisão de fazê-la ser sequestrada logo no início tinha a intenção de dar a Link uma motivação muito mais profunda. A decisão de fazer de Tetra a encarnação da princesa Zelda foi tomada desde o início do desenvolvimento, com seu nome significando "quatro" em grego e sendo diretamente derivado da Triforce. Ganon por sua vez, mesmo sendo o vilão, recebeu um visual mais "charmoso", de acordo com os desenvolvedores. O Rei dos Leões Vermelhos tinha a intenção de servir como um substituto para Navi de Ocarina of Time, com a ideia dele ser um barco falante tendo partido de Aonuma. O próprio diretor escrever as falas do personagem como mensagens direcionadas a seu próprio filho, que nasceu durante a produção do jogo.
A trilha sonora de The Wind Waker foi composta por Kenta Nagata, Hajime Wakai, Toru Minegishi e Koji Kondo. A equipe sonora era significativamente maior que outros projetos contemporâneos semelhantes a fim de acomodar o objetivo da Nintendo de ter um trabalho de alta qualidade dentro de um cronograma apertado. Kondo, até então o principal compositor da franquia The Legend of Zelda, contribuiu com a trilha mas não atuou na função de diretor sonoro. Entretanto, a música incorporou algumas de suas antigas composições para outros jogos da série, modificando-as com o objetivo de enfatizar o tempo decorrido entre as histórias.
A música é principalmente ambiental; ela modula entre várias faixas dependendo do local, hora do dia e outras condições. Boa parte da trilha foi inspirada em músicas tradicionais irlandesas, com seu tom geral sendo muito mais leve e otimista do que em títulos anteriores da série. O avanço na tecnologia MIDI permitiu que a trilha se aproximasse muito mais dos sons de instrumentos reais do que fora possível nos jogos anteriores. A música possui cordas, instrumentos de sopro, metais, percussão e vocais sem palavras, este último algo inédito na franquia até então. Os vocais apareceram principalmente nas faixas em que Link rege o Wind Waker, tendo sido cantadas em ré maior.

## Lançamento
As primeiras imagens de The Wind Waker foram exibidas na Nintendo Space World em agosto de 2001. A resposta para o visual cel-shaded foi mista. Alguns dos presentes gostaram dos novos gráficos, porém houve críticas por parte de fãs decepcionados que esperavam por um visual mais realista semelhante a aquele visto na apresentação de 2000. Os críticos mais ferrenhos apelidaram o visual de "Celda". Miyamoto ficou surpreso pela resposta do público e decidiu limitar a revelação de mais informações sobre o jogo até que a equipe tivesse uma demonstração jogável finalizada, esperando que assim a Nintendo pudesse mudar o foco dos gráficos para a jogabilidade.
Miyamoto apresentou uma demonstração jogável na Electronic Entertainment Expo (E3) em maio de 2002, junto com The Legend of Zelda: Four Swords Adventures, outro título da franquia para o GameCube. Miyamoto enfrentou problemas enquanto tentava demonstrar a nova habilidade de Link de usar armas derrubadas por inimigos. Mesmo assim a recepção foi bem mais positiva do que aquela da Nintendo Space World. O estilo mais lírico foi comparado com The Legend of Zelda: A Link to the Past e com artes conceituais de jogos anteriores. A demonstração da E3 também apresentou novos elementos, como a capacidade de conectar o Game Boy Advance. A direção de arte mesmo assim continuou a dividir o público. O subtítulo japonês Kaze no Takuto foi revelado em outubro, enquanto a revelação do nome inglês The Wind Waker ocorreu em dezembro.
The Wind Waker foi lançado em 13 dezembro de 2002 no Japão, em 24 de março de 2003 na América do Norte e em 2 de maio na Europa. A Nintendo ofereceu um bônus de pré-venda na forma de uma conversão de Ocarina of Time para o GameCube e também sua expansão nunca lançada Master Quest. Esta era uma adaptação de Ocarina of Time com algumas alterações, incluindo novos desafios em calabouços, tendo sido originalmente desenvolvida para o periférico 64DD, porém foi cancelada após o fracasso comercial do sistema. O disco com esses dois bônus se tornou um item muito popular na América do Norte, com várias pessoas comprando na pré-venda e depois cancelando o pedido apenas para conseguir os jogos. A Nintendo evitou isso na Europa ao lançar os bônus apenas em um pacote duplo junto com a cópia de The Wind Waker.
A Nintendo criou em maio de 2003 um pacote especial limitado do GameCube com uma cópia de The Wind Waker na América do Norte e Europa. Em novembro a Nintendo lançou um disco de compilação chamado The Legend of Zelda Collector's Edition. Este vinha com conversões do The Legend of Zelda original, Zelda II: The Adventure of Link, Ocarina of Time e Majora's Mask, além de uma demonstração de The Wind Waker com dois vídeos de bastidores. A Collector's Edition foi incluída em outro pacote do GameCube e foi disponibilizado para donos já existentes do console que possuem um sistema registrado ou eram assinantes da revista Nintendo Power.

## Recepção

### Crítica
O jogo teve uma recepção geralmente positiva. Ele recebeu a nota máxima da revista japonesa Famitsu, antes disso, apenas três jogos tinham conseguido tal nota. O site americano IGN deu a nota 9.6 de um total de 10, dizendo que "Wind Waker é uma obra-prima.". Já o site GameSpot deu a nota 9.3 de 10. O site brasileiro UOL Jogos disse que ""Wind Waker" é um jogo excelente que honra de todas as maneiras a tradição da série.[...] Raramente um jogo consegue ser tão mágico".
A revista Game Informer listou, em comemoração a sua edição número 200, os 200 melhores jogos de todos os tempos, onde Wind Waker ficou na posição 94 A revista Nintendo Power nomeou The Wind Waker o segundo melhor jogo de GameCube de todos os tempos, perdendo apenas para Resident Evil 4.

O sistema de classificação de conteúdo de jogos eletrônicos norte-americano ESRB deu a classificação "Everyone" para o jogo com a descrição de conteúdo "violência" , enquanto a europeia PEGI deu a classificação "+7" também com a descrição "violência". A organização  alemã correspondente USK deu a classificação "Sem restrições de idade". E a japonesa CERO deu a ultrapassada classificação "12", equivalente a atual "B".